# NWA World Tag Team Championship
L'NWA World Tag Team Championship è il titolo principale della divisione tag team della federazione National Wrestling Alliance.
Fino al 1992 la National Wrestling Alliance non riconobbe alcun titolo "World Tag Team Championship" come vero ed unico titolo mondiale (la parola world contenuta nel titolo si traduce mondiale) poiché in ogni parte del suo territorio questo titolo veniva utilizzato a livello regionale e raramente veniva difeso al di fuori dalle zone gestite dalle singole federazioni affiliate.
Con l'introduzione di questo titolo si ottenne un unico titolo che è giunto fino al giorno d'oggi.
Come tutti i titoli e campionati del wrestling professionistico anche questi non furono mai disputati in legittimi match di concorrenza ma ne veniva regolarmente decisa e stabilita la vittoria ed assegnazione tramite il lavoro dei booker delle federazioni in cui venivano contesi.

## Storia

### Periodo dei territori (1950-1982)
Alla nascita della NWA nel 1948 il wrestling tag team non era ampiamente popolare in tutti territori, per cui i dirigenti della federazione decisero di non istituire uno specifico NWA World Tag Team Championship, lasciando ad ogni territorio la possibilità di creare il loro World Tag Team Championship, da utilizzare al loro interno senza necessità di approvazione da parte dell'alleanza. Il wrestling tag ai tempi riscuoteva ampio successo sulla costa occidentale, e il territorio di Los Angeles, diretto da Johnny Doyle, creò il primo NWA World Tag Team Championship il 14 luglio 1949, rendendo campioni inaugurali la Dusek Riot Squad (Emil e Ernie). L'anno successivo anche il territorio di San Francisco creò la sua versione del titolo, con Ray Echert e Hard Boiled Haggerty a vincerlo, il 4 aprile 1950. Un mese dopo fu la volta della Midwest Wrestling Association, che raccoglieva i territori di Kansas, Missouri, Nebraska e Iowa, che diede vita alla sua versione il 26 maggio 1950, assegnando anch'essa il titolo alla Dusek Riot Squad.
Nel 1953 il territorio di Chicago, gestito da Fred Kohler, annunciò il team formato da Lord James Blears e Lord Lathol Laytham come i detentori della loro versione del NWA World Tag Team Championship, sostenendo che avevano conquistato il titolo in un altro territorio, seppur non si hanno notizie di questo passaggio di titolo. Nello stesso anno il promoter Ed Don George portò i campioni di Chicago nel suo territorio dell'Ohio-New York, utilizzandoli per legittimare la sua versione del titolo, facendoli sconfiggere da due wrestler locali, Bill Melby e Billy Darnell.
Nel 1954 il nome di NWA World Tag Team Championship fu utilizzato anche dalla Canadian Athletic Promotion, con sede a Montréal, ma il titolo fu abbandonato nel giro di pochi mesi. Nello stesso anno la Georgia Championship Wrestling introdusse la sua versione del titolo, dandole vita a partire dai campioni in carica al tempo nel territorio di Chicago. Nel 1955 furono introdotte anche la versione dell'Iowa-Nebraska, con i campioni che si sarebbero divisi tra i due territori, e la prima versione del Texas, gestita dalla Western States Sports, di proprietà di Doc Sarpolis e Dory Funk. Tra il 1955 e il 1956 anche il territorio Idaho-Utah introdusse i suoi titoli, seguito dal territorio di Indianapolis, che originò il suo titolo a partire dalla versione di Chicago, riconoscendo i primi campioni fino a considerarlo un titolo separato nel 1957.
Il 1957 vide nascere altre tre versioni: quella del territorio di Minneapolis, vinta da Ivan e Karol Kalmikoff, un'altra in Texas, stavolta nel territorio di Houston-Dallas e con Verne Gagne e Wilbur Snyder come campioni inaugurali, e una terza della NWA Mid-America, gestita da Nick Gulas che diede i suoi titoli a Corsica Joe e Corsica Jean. A questo punto il titolo era arrivato a contare 13 versioni differenti, il numero massimo mai raggiunto.
A partire dal 1959 l'unità della NWA iniziò a vacillare, con diverse federazioni che abbandonarono la NWA per seguire Verne Gagne e formare la American Wrestling Association. Di conseguenza le versioni del titolo di Minneapolis, Chicago, Iowa/Nebraska, Indianapolis e Idaho-Utah furono abbandonate per essere sostituite dall'AWA World Tag Team Championship, che venne riconosciuto in quei territori. 
Le federazioni fuoriuscite furono rimpiazzate con nuovi territori, che procedettero a introdurre le loro versioni del titolo. Nel 1961 la Championship Wrestling from Florida creò il suo NWA World Tag Team Championship, dandolo a Kurt e Karl Von Brauner, seguito dalla Big Time Wrestling di Detroit, che nel 1965 diede vita alla sua versione, con Chris e John Tolos decretati campioni inaugurali. Anche la NWA All-Star Wrestling introdusse il suo titolo nel 1966, ma nel 1968 smise di utilizzarlo, sostituendolo con il NWA Canadian Tag Team Championship.
Sempre nel 1968 anche il territorio di Amarillo smise di usare la sua versione del titolo, iniziando a promuovere il NWA Western States Tag Team Championship; il Texas orientale nei territori di Houston e Dallas seguì lo stesso comportamento, smettendo di promuovere i suoi titoli in favore di un regionale NWA Texas Tag Team Championship. Un anno dopo anche la Georgia Championship Wrestling si mosse di conseguenza, adottando il NWA Georgia Tag Team Championship. Nel 1970, inoltre, il territorio dell'Ohio/New York lasciò la NWA, diventando noto come National Wrestling Federation e modificando il suo titolo nel NWF World Tag Team Championship. 
Per una nuova versione del NWA World Tag Team Championship si dovette attendere il 1975, quando la MWA Mid-Atlantic introdusse la sua versione, la prima nuova in nove anni. 
Nel 1977 il territorio del Mid-America vide la nascita della Continental Wrestling Association, gestita da Jerry Lawler e Jerry Jarrett, e la NWA Mid-America cessò le attività, abbandonando la sua versione del titolo. Nel 1979 fu abbandonata anche la versione di San Francisco, mentre la Hollywood Wrestling reintrodusse la versione di Los Angeles. Anche la versione del Midwest fu abbandonata, sostituita dal NWA Central States Tag Team Championship. Nel 1980 il territorio di Detroit cessò le attività, terminando la storia della sua versione della cintura. Nel 1981 la World Class Championship Wrestling riportò in vigore la versione di Houston/Dallas, ma in seguito la abbandonò, preferendo il NWA American Tag Team Championship.
Anche la WWWF (successivamente WWF) era parte della NWA tra il 1972 e il 1983, di conseguenza il WWF World Tag Team Championship è considerato di fatto un'altra versione del NWA World Tag Team Championship in quel periodo, nonostante non ci si riferisse mai con questo nome.

#### Versioni dei territori
| Data creazione | Data cessazione | Territorio      | Modalità di termine                                                   |
| -------------- | --------------- | --------------- | --------------------------------------------------------------------- |
| 1949           | 1957            | Los Angeles     | Passaggio alla versione di San Francisco nel 1958                     |
| 1950           | 1979            | San Francisco   | Abbandonato                                                           |
| 1950           | 1979            | Central States  | Sostituito dal NWA Central States Tag Team Championship               |
| 1953           | 1960            | Chicago         | Abbandono della NWA e sostituito dall'AWA World Tag Team Championship |
| 1953           | 1970            | Ohio-New York   | Abbandono della NWA e sostituito dal NWF World Tag Team Championship  |
| 1954           | 1954            | Montreal        | Abbandonato                                                           |
| 1954           | 1969            | Georgia         | Sostituito dal NWA Georgia Tag Team Championship                      |
| 1955           | 1959            | Iowa-Nebraska   | Abbandono della NWA e sostituito dall'AWA World Tag Team Championship |
| 1955           | 1968            | Amarillo        | Sostituito dal NWA Western States Tag Team Championship               |
| 1956           | 1960            | Indianapolis    | Abbandono della NWA e sostituito dall'AWA World Tag Team Championship |
| 1956           | 1959            | Idaho-Utah      | Abbandono della NWA e sostituito dall'AWA World Tag Team Championship |
| 1957           | 1961            | Nord-est        | Abbandonato                                                           |
| 1957           | 1960            | Minneapolis     | Abbandono della NWA e sostituito dall'AWA World Tag Team Championship |
| 1957           | 1982            | Houston-Dallas  | Sostituito dal NWA American Tag Team Championship                     |
| 1957           | 1977            | Mid-America     | Cessazione della federazione                                          |
| 1961           | 1969            | Florida         | Sostituito dal NWA Florida Tag Team Championship                      |
| 1965           | 1980            | Detroit         | Cessazione della federazione                                          |
| 1966           | 1967            | Vancouver       | Sostituito dal NWA Canadian Tag Team Championship                     |
| 1975           | 1991            | Mid-Atlantic    | Diventato il WCW World Tag Team Championship                          |
| 1979           | 1982            | Los Angeles (2) | Cessazione della federazione                                          |

### Un solo titolo (1982-1991)
Con la chiusura del territorio di Los Angeles e l'abbandono del suo titolo di coppia, la versione Mid-Atlantic rimase l'unica versione del NWA World Tag Team Championship ancora in attività. Intanto nel 1980 Jim Crockett Jr. divenne presidente della NWA e iniziò a consolidare la sua Jim Crockett Promotions, territorio attivo nel sud-est, rendendola in pochi anni la punta di diamante dell'intera alleanza, nel tentativo di rispondere alla rapida espansione della World Wrestling Federation. Con la JCP che ottenne rilevanza nazionale grazie ai contratti televisivi, la versione Mid-Atlantic del NWA World Tag Team Championship fu considerata di fatto un titolo mondiale, elevandosi dalla sua condizione di titolo regionale.
Nel 1988 Crockett vendette la JCP, sull'orlo delle bancarotta, alla Turner Broadcasting System, che rinominò la federazione in World Championship Wrestling, seppur mantenendo il prefisso NWA per tutti i suoi titoli. Nel gennaio 1991 la WCW abbandonò ufficialmente la NWA, dando vita ai propri titoli. Di conseguenza ai campioni di coppia Ron Simmons e Butch Reed venne assegnato il WCW World Tag Team Championship. In seguito alla scissione, la NWA non assegnò nuovamente la propria versione del titolo.

### Versione attuale del titolo (1992-)
Un anno dopo la scissione, WCW e NWA strinsero un accordo per un torneo che avrebbe sancito la prima versione ufficiale del NWA World Tag Team Championship. Per rendere il titolo quanto più "globale" possibile, le due federazioni inserirono nel torneo numerosi tag team internazionali, come Silver King e El Texano a rappresentare il Messico, Hiroshi Hase e Akira Nogami dal Giappone, Miguel Perez Jr. e Ricky Santana per Porto Rico e i fratelli Malenko Joe Malenko e Dean Malenko come rappresentanti dell'Europa (i Malenko erano entrambi americani, ma ottennero questa rappresentazione in quanto figli di Boris Malenko, il cui personaggio era russo). I primi turni del torneo si disputarono il 22 giugno 1992 nello show WCW Clash of the Champions XIX, mentre le fasi finali si tennero a The Great American Bash 1992. Il torneo fu vinto da Terry Gordy e Steve Williams, che detenevano al tempo stesso anche il WCW World Tag Team Championship.
La collaborazione tra le due federazioni vide cinque passaggi del WCW/NWA World Tag Team Championship tra luglio 1992 e agosto 1993, quando la NWA pose termine alla collaborazione. Arn Anderson e Paul Roma, allora campioni in carica, furono privati del titolo NWA, pur mantenendo quello WCW. Inizialmente la NWA riconobbe i cinque regni di questa collaborazione, ma in seguito li rimuoverà dalla sua storia ufficiale. La NWA non riassegnò il titolo fino al 1995, quando tenne un torneo nella serata dell'11 aprile, vinto da Ricky Morton e Zack Gibson.

#### Collaborazione con la World Wrestling Federation (1998)
Nel 1998 la NWA raggiunse un accordo con la WWF per inserire alcuni suoi titoli all'interno delle storylines della WWF, come parte di una "invasion" da parte dei lottatori della NWA. Ai fini della narrazione Pat e C.W. Anderson, allora campioni, vennero privati dei titoli, che vennero assegnati a Ricky Morton e Zack Gibson, che avrebbero lavorato in WWF. I due persero i titoli nella puntata di Monday Night Raw del 17 febbraio 1998 in favore di Mosh e Thrasher, che poi li persero a loro volta contro i Midnight Express. Un ultimo cambio di titolo avvenne il 14 agosto 1998 in favore dei The Border Patrol, con la collaborazione tra le due federazioni che arrivò al termine. Negli anni successivi il titolo fu difeso e passò di mano in diversi show indipendenti.

#### Total Nonstop Action (2002-2007)
Nel 2002 Jerry e Jeff Jarrett fondarono la NWA Total Nonstop Action (NWA:TNA), ottenendo il diritto creativo sul NWA World Tag Team Championship, così come sul NWA World Heavyweight Championship, rendendoli entrambi vacanti per poterli riassegnare in un torneo. La TNA mantenne il controllo del titolo dal 2002 a maggio 2007, vedendo un totale di 32 regni nei 5 anni di collaborazione. Al termine di questa, la federazione tolse il prefisso NWA e creò il TNA World Tag Team Championship.

#### Circuito indipendente (2007-2017)
Avendo dichiarato il titolo vacante dopo la cessazione del rapporto con la TNA, la NWA organizzò un torneo per riassegnare il titolo, che fu vinto da Karl Anderson e Joey Ryan l'8 luglio 2007. Il 4 ottobre 2008 gli Skullcrushers vinsero il titolo contro i Los Luchas, iniziando il loro regno di 777 giorni, il più lungo nella storia della federazione.
Nel 2013 la NWA iniziò a collaborare con la New Japan Pro-Wrestling (NJPW), con questa che ospitò diversi match per NWA World Heavyweight Title e NWA World Tag Team Title. Il 20 aprile 2013 Davey Boy Smith Jr. e Lance Archer vinsero i titoli contro Scott Summers e Ryan Genesis, mantenendo per un periodo i titoli di coppia di NWA e NJPW allo stesso tempo. Il 3 novembre 2013 furono sconfitti in un match titolato da Jax Dane e Rob Conway, con quest'ultimo che deteneva al tempo stesso anche il NWA World Heavyweight Championship, diventando il primo ad avere entrambi i titoli allo stesso tempo.

#### Lightning One (2019-)
Il 27 aprile 2019 la NWA annunciò sulle sue pagine social che i vincitori della Crockett Cup 2019 avrebbero vinto i titoli di coppia NWA, al tempo vacanti. Il torneo, insieme con i titoli, fu vinto dalla coppia formata da PCO e Brody King.

## Albo d'oro
I titoli vedono 90 regni ufficialmente riconosciuti e 5 regni non riconosciuti dalla NWA, dal periodo in cui la WCW aveva il controllo creativo sui titoli. Rasche Brown e Keith Walker, noti come Skullkrushers, hanno il primato per il regno più lungo, con 777 giorni. Gli America's Most Wanted, tag team composto da James Storm e Chris Harris, hanno il recordo per il maggior numero di regni, 6, con Storm che ha anche il record individuale con 8, avendo vinto il titolo facendo coppia anche con Christopher Daniels e con Eli Drake.
| Legenda  |                                                                               |
| -------- | ----------------------------------------------------------------------------- |
| #        | Indica il numero del regno titolato                                           |
| Regno    | Viene indicato il numero del regno del campione                               |
| Data     | La data in cui il titolo è stato vinto                                        |
| Località | Indica il luogo in cui il titolo è stato vinto                                |
| Note     | Indica notizie particolari riguardanti i cambi di titolo o altre informazioni |

| #                                         | Campione                                   | Regno                              | Data                               | Giorni                             | Località                           | Evento                             | Note | Fonti                              |
| World Championship Wrestling (WCW)        | World Championship Wrestling (WCW)         | World Championship Wrestling (WCW) | World Championship Wrestling (WCW) | World Championship Wrestling (WCW) | World Championship Wrestling (WCW) | World Championship Wrestling (WCW) | World Championship Wrestling (WCW) | World Championship Wrestling (WCW) |
| ----------------------------------------- | ------------------------------------------ | ---------------------------------- | ---------------------------------- | ---------------------------------- | ---------------------------------- | ---------------------------------- | --- | ---------------------------------- |
| 1                                         | Steve Williams e Terry Gordy               | 1                                  | 12 luglio 1992                     | 71                                 | Albany, Georgia                    | The Great American Bash 1992       | Williams e Gordy vinsero un torneo per assegnare il titolo sconfiggendo in finale il team composto da Barry Windham e Dustin Rhodes. Gordy e Williams detenevano anche il WCW World Tag Team Championship; da questo momento fino al termine della collaborazione tra NWA e WCW, i titoli sono difesi assieme. | [ 21 ]                             |
| 2                                         | Barry Windham e Dustin Rhodes              | 1                                  | 21 settembre 1992                  | 58                                 | Atlanta, Georgia                   | WCW Saturday Night                 | L'incontro è stato mandato in onda il 3 ottobre 1992. | [ 22 ]                             |
| 3                                         | Ricky Steamboat e Shane Douglas            | 1                                  | 18 novembre 1992                   | 104                                | Macon, Georgia                     | Clash of the Champions XXI         | | [ 23 ]                             |
| 4                                         | Brian Pillman e Steve Austin               | 1                                  | 2 marzo 1993                       | 169                                | Macon, Georgia                     | WCW Power Hour                     | L'incontro è stato mandato in onda il 27 marzo 1993. | [ 24 ]                             |
| 5                                         | Arn Anderson e Paul Roma                   | 1                                  | 18 agosto 1993                     | 14                                 | Daytona Beach, Florida             | Clash of the Champions XXIV        | | [ 24 ]                             |
| -                                         | Vacante                                    | -                                  | 1 settembre 1993                   | -                                  | -                                  | -                                  | Il titolo fu reso vacante dopo che la WCW abbandonò la NWA. | [ 24 ]                             |
| National Wrestling Alliance (NWA)         |                                            |                                    |                                    |                                    |                                    |                                    | |                                    |
| 6                                         | Ricky Morton e Robert Gibson               | 1                                  | 11 aprile 1995                     | 76                                 | Dallas, Texas                      | House show                         | Morton e Gibson vinsero un torneo per assegnare il titolo vacante sconfiggendo in finale Dick Murdoch e Randy Rhodes. |                                    |
| -                                         | Vacante                                    | -                                  | 26 giugno 1995                     | -                                  | Memphis, Tennessee                 | House show                         | Il titolo fu dichiarato vacante in seguito ad un finale di un match controverso |                                    |
| 7                                         | Ricky Morton e Robert Gibson               | 2                                  | 3 luglio 1995                      | 32                                 | Memphis, Tennessee                 | House show                         | Morton e Gibson vinsero un match per il titolo vacante sconfiggendo J.C. Ice e Wolfie D. |                                    |
| -                                         | Vacante                                    | -                                  | 4 agosto 1995                      | -                                  | -                                  | -                                  | Il titolo fu dichiarato vacante dopo la separazione tra Gibson e Morton. |                                    |
| 8                                         | Mr. Gannosuke e Tarzan Goto                | 1                                  | 9 dicembre 1995                    | 255                                | Saitama, Giappone                  | Evento IWA Japan                   | Gannosuke e Goto vinsero un torneo per assegnare il titolo vacante sconfiggendo in finale Cactus Jack e Tiger Jeet Singh. Gannosuke e Goto detenevano anche gli IWA World Tag Team Championship, difendendo i titoli insieme fino alla fine del loro regno.                                                    |                                    |
| -                                         | Vacante                                    | -                                  | 10 giugno 1996                     | -                                  | -                                  | -                                  | Il titolo fu dichiarato vacante quando Gannosuke e Goto lasciarono la IWA Japan, affiliata della NWA |                                    |
| 9                                         | C.W. Anderson e Pat Anderson               | 1                                  | 14 settembre 1996                  | 389                                | Goldston, North Carolina           | House show                         | Gli Anderson sconfissero Bobby Fulton e Tommy Rogers in uno spareggio per i titoli vacanti. |                                    |
| -                                         | Vacante                                    | -                                  | 8 ottobre 1997                     | -                                  | -                                  | -                                  | I titoli furono resi vacanti in seguito ad un accordo con la WWF per difendere il titolo in quella promozione, della quale non facevano parte gli Anderson. |                                    |
| World Wrestling Federation (WWF)          |                                            |                                    |                                    |                                    |                                    |                                    | |                                    |
| 10                                        | Ricky Morton e Robert Gibson               | 3                                  | 12 gennaio 1998                    | 36                                 | State College, Pennsylvania        | Raw is War                         | Il titolo fu assegnato a Morton e Gibson. | [ 25 ]                             |
| 11                                        | Mosh e Thrasher                            | 1                                  | 17 febbraio 1998                   | 41                                 | Waco, Texas                        | Raw is War                         | Si tratta della prima volta che i titoli sono passati di mano in un programma della WWF. L'incontro è stato mandato in onda il 23 febbraio 1998. | [ 25 ]                             |
| 12                                        | Bodacious Bart e Bombastic Bob             | 1                                  | 30 marzo 1998                      | 137                                | Albany, New York                   | Raw is War                         | Al termine della collaborazione con la WWF, i campioni mantennero i titoli e lasciarono la federazione | [ 25 ]                             |
| National Wrestling Alliance (NWA)         |                                            |                                    |                                    |                                    |                                    |                                    | |                                    |
| 13                                        | Agent Gunn e Agent Maxx                    | 1                                  | 14 agosto 1998                     | 29                                 | Greensville, North Carolina        | House show                         | |                                    |
| 14                                        | Barry Windham (2) e Tully Blanchard        | 1                                  | 12 settembre 1998                  | 28                                 | Lincolnton, North Carolina         | House show                         | |                                    |
| 15                                        | Agent Gunn e Agent Maxx                    | 2                                  | 10 ottobre 1998                    | 14                                 | Cameron, North Carolina            | House show                         | |                                    |
| 16                                        | Eric Sbraccia e Knuckles Nelson            | 1                                  | 24 ottobre 1998                    | 130                                | Cherry Hill, New Jersey            | 50º anniversario                   | In un 4-way tag team match, che vedeva coinvolti anche i team di Khris Germany e Kit Karson e di Tom Prichard e Tully Blanchard |                                    |
| -                                         | Vacante                                    | -                                  | 3 marzo 1999                       | -                                  | -                                  | -                                  | I titoli furono resi vacanti quanto Sbraccia e Nelson non poterono difenderli in un incontro il 26 febbraio 1999. |                                    |
| 17                                        | Knuckles Nelson (2) e Rick Fuller          | 1                                  | 10 giugno 1999                     | 7                                  | Dallas, Texas                      | House show                         | Nelson e Fuller sconfissero Khris Germany e Kit Carson in uno spareggio per i titoli vacanti |                                    |
| 18                                        | Johnny Grunge e Rocco Rock                 | 1                                  | 17 giugno 1999                     | 2                                  | Bolton, Massachusetts              | House show                         | |                                    |
| 19                                        | Dukes Dalton e Knuckles Nelson (3)         | 1                                  | 19 giugno 1999                     | 98                                 | Dorchester, Massachusetts          | House show                         | |                                    |
| 20                                        | Khris Germany e Kit Karson                 | 1                                  | 25 settembre 1999                  | 62                                 | Charlotte, North Carolina          | 51º anniversario                   | |                                    |
| 21                                        | Jimmy James e Kevin Northcutt              | 1                                  | 26 novembre 1999                   | 21                                 | North Richland Hills, Texas        | House show                         | |                                    |
| 22                                        | Khris Germany e Kit Karson                 | 2                                  | 17 dicembre 1999                   | 78                                 | North Richland Hills, Texas        | House show                         | |                                    |
| 23                                        | Curtis Thompson e Drake Dawson             | 1                                  | 4 marzo 2000                       | 34                                 | Cornelia, Georgia                  | House show                         | |                                    |
| 24                                        | Reno Riggins e Steven Dunn                 | 1                                  | 7 aprile 2000                      | 5                                  | Eskan, Arabia Saudita              | House show                         | |                                    |
| 25                                        | Ricky Morton e Robert Gibson               | 4                                  | 12 aprile 2000                     | 5                                  | Waegwan, Corea del Sud             | House show                         | Vinsero sconfiggendo Dunne e Jackie Fulton, che sostituiva Reno Riggins |                                    |
| 26                                        | Big Bubba Pain e L.A. Stephens             | 1                                  | 17 aprile 2000                     | 2                                  | Osan, Corea del Sud                | House show                         | |                                    |
| 27                                        | Curtis Thompson e Drake Dawson             | 2                                  | 19 aprile 2000                     | 118                                | Okinawa, Giappone                  | House show                         | |                                    |
| 28                                        | David Young e Rick Michaels                | 1                                  | 15 agosto 2000                     | 172                                | Tampa, Florida                     | House show                         | Vinsero sconfiggendo Thompson e Jeff Justice, che sostituiva Drake Dawson |                                    |
| 29                                        | Christian York e Joey Matthews             | 1                                  | 3 febbraio 2001                    | 14                                 | Nashville, Tennessee               | House show                         | |                                    |
| 30                                        | David Young e Rick Michaels                | 2                                  | 17 febbraio 2001                   | 33                                 | Cornelia, Georgia                  | House show                         | |                                    |
| 31                                        | Dan Factor e David Flair                   | 1                                  | 22 marzo 2001                      | 1                                  | Athens, Georgia                    | House show                         | |                                    |
| 32                                        | David Young e Rick Michaels                | 3                                  | 23 marzo 2001                      | 32                                 | Toccoa, Georgia                    | House show                         | |                                    |
| 33                                        | Chris Nelson e Vito DeNucci                | 1                                  | 24 aprile 2001                     | 246                                | Tampa, Florida                     | House show                         | |                                    |
| 34                                        | Glacier e Jason Sugarman                   | 1                                  | 28 dicembre 2001                   | 1                                  | DeLand, Florida                    | House show                         | |                                    |
| 35                                        | Chris Nelson e Vito DeNucci                | 2                                  | 29 dicembre 2001                   | 28                                 | Live Oak, Florida                  | House show                         | |                                    |
| 36                                        | Jeff Daniels e Tim Renesto                 | 1                                  | 26 gennaio 2002                    | 81                                 | Columbia, Tennessee                | House show                         | |                                    |
| 37                                        | Chris Nelson e Vito DeNucci                | 3                                  | 17 aprile 2002                     | 52                                 | Winter Haven, Florida              | House show                         | |                                    |
| 38                                        | Mike Shane e Todd Shane                    | 1                                  | 8 giugno 2002                      | 20                                 | Lima, Perù                         | House show                         | |                                    |
| -                                         | Vacante                                    | -                                  | 28 giugno 2002                     | -                                  | -                                  | -                                  | Gli Shane resero vacanti i titoli su richiesta della TNA, che ne aveva ottenuto il controllo creativo |                                    |
| Total Nonstop Action (TNA)                |                                            |                                    |                                    |                                    |                                    |                                    | |                                    |
| 39                                        | AJ Styles e Jerry Lynn                     | 1                                  | 3 luglio 2002                      | 42                                 | Nashville, Tennessee               | NWA-TNA PPV settimanale #3         | Styles e Lyyn vinsero un torneo per assegnare il titolo vacante sconfiggendo in finale Bruce e Lenny Lane | [ 26 ]                             |
| -                                         | Vacante                                    | -                                  | 14 agosto 2002                     | -                                  | Nashville, Tennessee               | NWA-TNA PPV settimanale #9         | Il titolo venne reso vacante in seguito ad un finale controverso in un incontro titolato. | [ 26 ]                             |
| 40                                        | Chris Harris e James Storm                 | 1                                  | 18 settembre 2002                  | 56                                 | Nashville, Tennessee               | NWA-TNA PPV settimanale #13        | Harris e Storm vinsero un Gauntlet for the Gold match per riassegnare il titolo vacante. | [ 26 ]                             |
| 41                                        | Brian Lee e Slash                          | 1                                  | 13 novembre 2002                   | 56                                 | Nashville, Tennessee               | NWA-TNA PPV settimanale #21        | | [ 27 ]                             |
| 42                                        | Chris Harris e James Storm                 | 2                                  | 8 gennaio 2003                     | 14                                 | Nashville, Tennessee               | NWA-TNA PPV settimanale #27        | | [ 28 ]                             |
| 43                                        | Christopher Daniels, Low Ki e Elix Skipper | 1                                  | 22 gennaio 2003                    | 14                                 | Nashville, Tennessee               | NWA-TNA PPV settimanale #29        | Nonostante il titolo fosse stato vinto da Low Ki e Skipper, tutti e tre furono riconosciuti campioni secondo la Freebird rule | [ 29 ]                             |
| -                                         | Vacante                                    | -                                  | 5 febbraio 2003                    | -                                  | Nashville, Tennessee               | NWA-TNA PPV settimanale #31        | Il titolo venne reso vacante in seguito ad un finale controverso in un incontro titolato. | [ 30 ]                             |
| 44                                        | Christopher Daniels, Low Ki e Elix Skipper | 2                                  | 12 marzo 2003                      | 36                                 | Nashville, Tennessee               | NWA-TNA PPV settimanale #36        | Danielson e Low Ki sconfissero Chris Harris e James Storm in un incontro per assegnare il titolo vacante. | [ 31 ]                             |
| 45                                        | The Amazing Red e Jerry Lynn (2)           | 1                                  | 16 aprile 2003                     | 21                                 | Nashville, Tennessee               | NWA-TNA PPV settimanale #41        | Sconfiggendo Daniels e Skipper | [ 32 ]                             |
| 46                                        | Christopher Daniels, Low Ki e Elix Skipper | 3                                  | 7 maggio 2003                      | 49                                 | Nashville, Tennessee               | NWA-TNA PPV settimanale #44        | Daniels vinse un handicap match per squalifica | [ 33 ]                             |
| 47                                        | Chris Harris e James Storm                 | 3                                  | 25 giugno 2003                     | 63                                 | Nashville, Tennessee               | NWA-TNA PPV settimanale #51        | Sconfiggendo Daniels e Skipper in uno steel cage match | [ 34 ]                             |
| 48                                        | Simon Diamond e Johnny Swinger             | 1                                  | 27 agosto 2003                     | 84                                 | Nashville, Tennessee               | NWA-TNA PPV settimanale #60        | | [ 35 ]                             |
| -                                         | Vacante                                    | -                                  | 19 novembre 2003                   | -                                  | Nashville, Tennessee               | NWA-TNA PPV settimanale #72        | Il titolo venne reso vacante in seguito ad un finale controverso in un incontro titolato. | [ 36 ]                             |
| 49                                        | BG James, Konnan e Ron Killings            | 1                                  | 26 novembre 2003                   | 63                                 | Nashville, Tennessee               | NWA-TNA PPV settimanale #73        | Sconfiggendo Johnny Swinger, Glenn Gilberti e Simon Diamond in un 6-man tag team match. Il titolo viene difeso secondo la Freebird rule. | [ 36 ]                             |
| 50                                        | Joe Legend & Kevin Northcutt (2)           | 1                                  | 28 gennaio 2004                    | 7                                  | Nashville, Tennessee               | NWA-TNA PPV settimanale #82        | Sconfiggendo James e Killings | [ 37 ]                             |
| 51                                        | Abyss e AJ Styles (2)                      | 1                                  | 4 febbraio 2004                    | 28                                 | Nashville, Tennessee               | NWA-TNA PPV settimanale #83        | | [ 38 ]                             |
| -                                         | Vacante                                    | -                                  | 3 marzo 2004                       | -                                  | Nashville, Tennessee               | NWA-TNA PPV settimanale #87        | Abyss e Styles furono privati dei titoli per una mancata difesa |                                    |
| 52                                        | Dallas e Kid Kash                          | 1                                  | 31 marzo 2004                      | 14                                 | Nashville, Tennessee               | NWA-TNA PPV settimanale #92        | Dallas e Kash vinsero un torneo per assegnare il titolo vacante sconfiggendo in finale Christopher Daniels e Low Ki. L'incontro fu mandato in onda il 7 aprile 2004. |                                    |
| 53                                        | D'Lo Brown e Apolo                         | 1                                  | 14 aprile 2004                     | 7                                  | Nashville, Tennessee               | NWA-TNA PPV settimanale #93        | Apolo e Brown vinsero il titolo per squalifica | [ 39 ]                             |
| 54                                        | Dallas e Kid Kash                          | 2                                  | 21 aprile 2004                     | 43                                 | Nashville, Tennessee               | NWA-TNA PPV settimanale #94        | Dallas e Kash vinsero il titolo per squalifica. |                                    |
| 55                                        | Chris Harris e James Storm                 | 4                                  | 3 giugno 2004                      | 34                                 | Orlando, Florida                   | Impact!                            | L'incontro fu mandato in onda il 4 giugno 2004. |                                    |
| 56                                        | Andy Douglas e Chase Stevens               | 1                                  | 7 luglio 2004                      | 63                                 | Nashville, Tennessee               | NWA-TNA PPV settimanale #105       | |                                    |
| 57                                        | Chris Harris (5) e Elix Skipper (4)        | 1                                  | 8 settembre 2004                   | 13                                 | Nashville, Tennessee               | NWA-TNA PPV settimanale #114       | |                                    |
| 58                                        | Christopher Daniels (4) e James Storm (5)  | 1                                  | 21 settembre 2004                  | 21                                 | Orlando, Florida                   | Impact!                            | L'incontro fu mandato in onda il 24 settembre 2004. |                                    |
| 59                                        | Bobby Roode e Eric Young                   | 1                                  | 12 ottobre 2004                    | 26                                 | Orlando, Florida                   | Impact!                            | L'incontro fu mandato in onda il1 5 ottobre 2004. |                                    |
| 60                                        | BG James, Konnan e Ron Killings            | 2                                  | 7 novembre 2004                    | 28                                 | Orlando, Florida                   | Victory Road 2004                  | James e Konnan vinsero il titolo. |                                    |
| 61                                        | Bobby Roode e Eric Young                   | 2                                  | 5 dicembre 2004                    | 42                                 | Orlando, Florida                   | Turning Point 2004                 | Sconfiggendo James e Killings |                                    |
| 62                                        | Chris Harris (6) e James Storm (6)         | 5                                  | 16 gennaio 2005                    | 100                                | Orlando, Florida                   | Final Resolution 2005              | |                                    |
| 63                                        | Andy Douglas e Chase Stevens               | 2                                  | 26 aprile 2005                     | 162                                | Orlando, Florida                   | Impact!                            | L'incontro fu mandato in onda il 29 aprile 2005. |                                    |
| -                                         | Vacante                                    | -                                  | 5 ottobre 2005                     | -                                  | -                                  | -                                  | Il titolo venne reso vacante in seguito ad un finale controverso in un incontro titolato. |                                    |
| 64                                        | Andy Douglas e Chase Stevens               | 3                                  | 8 ottobre 2005                     | 3                                  | Nashville, Tennessee               | 57º anniversario                   | Douglas e Stevens sconfissero Eric Young e Cassidy Riley in un incontro per assegnare il titolo vacante. |                                    |
| 65                                        | Chris Harris (7) e James Storm (7)         | 6                                  | 11 ottobre 2005                    | 250                                | Orlando, Florida                   | Impact!                            | L'incontro fu mandato in onda il 22 ottobre 2005. |                                    |
| 66                                        | AJ Styles (3) e Christopher Daniels (5)    | 1                                  | 18 giugno 2006                     | 57                                 | Orlando, Florida                   | Slammiversary 2005                 | In un Last Chance match |                                    |
| 67                                        | Hernandez e Homicide                       | 1                                  | 14 agosto 2006                     | 41                                 | Orlando, Florida                   | Impact!                            | In un Border Brawl match. L'incontro fu mandato in onda il 24 agosto 2006. |                                    |
| 68                                        | AJ Styles (4) e Christopher Daniels (6)    | 2                                  | 24 settembre 2006                  | 28                                 | Orlando, Florida                   | No Surrender 2006                  | In un Ultimate X match. |                                    |
| 69                                        | Hernandez e Homicide                       | 2                                  | 22 ottobre 2006                    | 175                                | Plymouth Township, Michigan        | Bound for Glory 2006               | In un Six sides of steel match. |                                    |
| 70                                        | Brother Devon e Brother Ray                | 1                                  | 15 aprile 2007                     | 28                                 | St. Charles, Missouri              | Lockdown 2007                      | In un Electrified six sides of steel match |                                    |
| -                                         | Vacante                                    | -                                  | 13 maggio 2007                     | -                                  | -                                  | -                                  | Il titolo viene reso vacante al termine della collaborazione tra NWA e TNA, che istituisce il TNA World Tag Team Championship |                                    |
| National Wrestling Alliance (NWA)         |                                            |                                    |                                    |                                    |                                    |                                    | |                                    |
| 71                                        | Joey Ryan e Karl Anderson                  | 1                                  | 8 luglio 2007                      | 217                                | McAllen, Texas                     | House show                         | Douglas e Stevens vinsero un 3-way tag team match che comprendeva anche le coppie di Billy Kidman e Sean Waltman e di Incognito e Sicodelico Jr. per assegnare il titolo vacante. |                                    |
| 72                                        | Phoenix Star e Zokre                       | 1                                  | 10 febbraio 2008                   | 237                                | Las Vegas, Nevada                  | House show                         | |                                    |
| 73                                        | Keith Walker e Rasche Brown                | 1                                  | 4 ottobre 2008                     | 777                                | Robstown, Texas                    | House show                         | |                                    |
| 74                                        | Jon Davis e Kory Chavis                    | 1                                  | 20 novembre 2010                   | 162                                | Milwaukee, Wisconsin               | House show                         | |                                    |
| 75                                        | A.J. Steele e Murder One                   | 1                                  | 1 maggio 2011                      | 14                                 | Warner Robins, Georgia             | NWA Memorial Mayhem 2011           | |                                    |
| 76                                        | Jon Davis e Kory Chavis                    | 2                                  | 15 maggio 2011                     | 580                                | Warner Robins, Georgia             | House show                         | |                                    |
| 77                                        | Ryan Genesis e Scot Summers                | 1                                  | 15 dicembre 2012                   | 126                                | San Antonio, Texas                 | NWA December to Remember           | Genesis e Summers vinsero il titolo sconfiggendo Kory Chavis e Lance Hoyt, sostituto di Jon Davis |                                    |
| 78                                        | Davey Boy Smith Jr. e Lance Archer (3)     | 1                                  | 20 aprile 2013                     | 203                                | Houston, Texas                     | Parade of Champions                | | [ 40 ]                             |
| 79                                        | Jax Dane e Rob Conway                      | 1                                  | 9 novembre 2013                    | 148                                | Osaka, Giappone                    | NJPW Power Struggle                | In un 3-way tag team match che comprendeva anche Hiroyoshi Tenzan e Satoshi Kojima. |                                    |
| 80                                        | Hiroyoshi Tenzan e Satoshi Kojima          | 1                                  | 6 aprile 2014                      | 190                                | Tokyo, Giappone                    | NJPW Invasion Attack               | |                                    |
| 81                                        | Davey Boy Smith Jr. (2) e Lance Archer (4) | 2                                  | 13 ottobre 2014                    | 362                                | Tokyo, Giappone                    | NJPW Kings of Pro-Wrestling        | |                                    |
| 82                                        | Elliott Russell e Sigmon                   | 1                                  | 10 ottobre 2015                    | 55                                 | Dyersburg, Tennessee               | Glory Lasts Forever                | |                                    |
| 83                                        | Matt Riviera e Rob Conway (2)              | 1                                  | 4 dicembre 2015                    | 280                                | Robinsonville, Mississippi         | Wrestling at the Resort Casino     | |                                    |
| 84                                        | Elliott Russell e Sigmon                   | 2                                  | 9 settembre 2016                   | 1                                  | Ripley, Tennessee                  | NWA Mid-South                      | |                                    |
| 85                                        | Matt Riviera (2) e Rob Conway (3)          | 2                                  | 10 settembre 2016                  | 90                                 | Dyersburg, Tennessee               | NWA Mid-South                      | |                                    |
| 86                                        | Elliott Russell e Sigmon                   | 3                                  | 9 dicembre 2016                    | 28                                 | Ripley, Tennessee                  | NWA Mid-South                      | |                                    |
| 87                                        | Matt Riviera (3) e Rob Conway (4)          | 3                                  | 6 gennaio 2017                     | 48                                 | Ripley, Tennessee                  | NWA Mid-South                      | |                                    |
| 88                                        | Kazushi Miyamoto e Rob Terry               | 1                                  | 23 febbraio 2017                   | 114                                | Tokyo, Giappone                    | Diamond Stars Wrestling            | | [ 41 ]                             |
| 89                                        | Elliott Russell e Sigmon                   | 4                                  | 17 giugno 2017                     | 105                                | Dyersburg, Tennessee               | NWA Mid-South                      | | [ 42 ]                             |
| National Wrestling Alliance/Lightning One |                                            |                                    |                                    |                                    |                                    |                                    | |                                    |
| -                                         | Vacante                                    | -                                  | 30 settembre 2017                  | -                                  | -                                  | -                                  | Il titolo viene reso vacante quando, in seguito al passaggio di proprietà, la NWA termina gli accordi con i territori. |                                    |
| 90                                        | Brody King e PCO                           | 1                                  | 27 aprile 2019                     | 133                                | Concord, North Carolina            | Crockett Cup                       | Titolo assegnato nella finale del torneo. | [ 43 ]                             |
| 91                                        | Royce Isaacs e Thom Latimer                | 1                                  | 7 settembre 2019                   | 24                                 | Villa Park, Illinois               | ROH Global Wars Espactacular       | | [ 44 ]                             |
| 92                                        | Ricky Morton e Robert Gibson               | 5                                  | 1 ottobre 2019                     | 115                                | Atlanta, Georgia                   | NWA Power                          | L'incontro è stato trasmesso il 3 dicembre 2019. |                                    |
| 93                                        | Eli Drake e James Storm (8)                | 1                                  | 24 gennaio 2020                    | 291                                | Atlanta, Georgia                   | Hard Times                         | In un 3-way tag team match che comprendeva anche il team di Royce Isaacs e Thom Latimer. | [ 45 ]                             |
| 94                                        | Aron Stevens e JR Kratos                   | 1                                  | 10 novembre 2020                   | 292                                | Long Beach, California             | UWN Primetime Live #9              | |                                    |
| 95                                        | Bestia 666 & Mecha Wolf 450                | 1                                  | 29 agosto 2021                     | 286                                | St. Louis, Missouri                | 73º anniversario                   | | [ 46 ]                             |
| 96                                        | Doug Williams e Harry Smith (3)            | 1                                  | 11 giugno 2022                     | 77                                 | Knoxville, Tennessee               | Alwayz Ready                       | |                                    |
| -                                         | Vacante                                    | -                                  | 27 agosto 2022                     | -                                  | -                                  | -                                  | Il titolo viene reso vacante per infortunio di Smith |                                    |
| 97                                        | Bestia 666 e Mecha Wolf                    | 2                                  | 27 agosto 2022                     | 444                                | St. Louis, Missouri                | 74º anniversario                   | Bestia 666 & Mecha Wolf sconfissero Luke Hawx e PJ Hawx in un incontro per assegnare il titolo vacante. |                                    |
| 98                                        | Blunt Force Trauma (Carnage e Damage)      | 1                                  | 26 agosto 2023                     | 280                                | St. Louis, Missouri                | 75º anniversario                   | | [ 47 ]                             |
| 99                                        | Mike Knox e Trevor Murdoch                 | 1                                  | 1 giugno 2024                      | 441                                | Knoxville, Tennessee               | Back to the territories            | L'incontro è stato trasmesso il 3 settembre 2024. | [ 48 ]                             |
| 100                                       | Kratos e Odinson                           | 1                                  | 16 agosto 2025                     | 4+                                 | Huntington, New York               | 77º anniversario                   | | [ 49 ]                             |